# هری بلکول
هری بلکول (انگلیسی: Harry Blackwell؛ 1900 – ۱۹۵۶ (۵۵−۵۶ سال)) بازیکن فوتبال اهل بریتانیا بود.
از باشگاه‌هایی که در آن بازی کرده‌است می‌توان به باشگاه فوتبال پرستون نورث اند، باشگاه فوتبال آبردین، باشگاه فوتبال اسکانتورپ یونایتد، و باشگاه فوتبال لیتون اورینت اشاره کرد.